# 1-й провулок Дружби
1-й прову́лок Дружби — провулок у Дарницькому районі м. Києва, селище Бортничі. Пролягає від вулиці Дружби до проїзду без назви.
Виник у середині 2000-х років під такою ж назвою.